# Довгохвостий човен

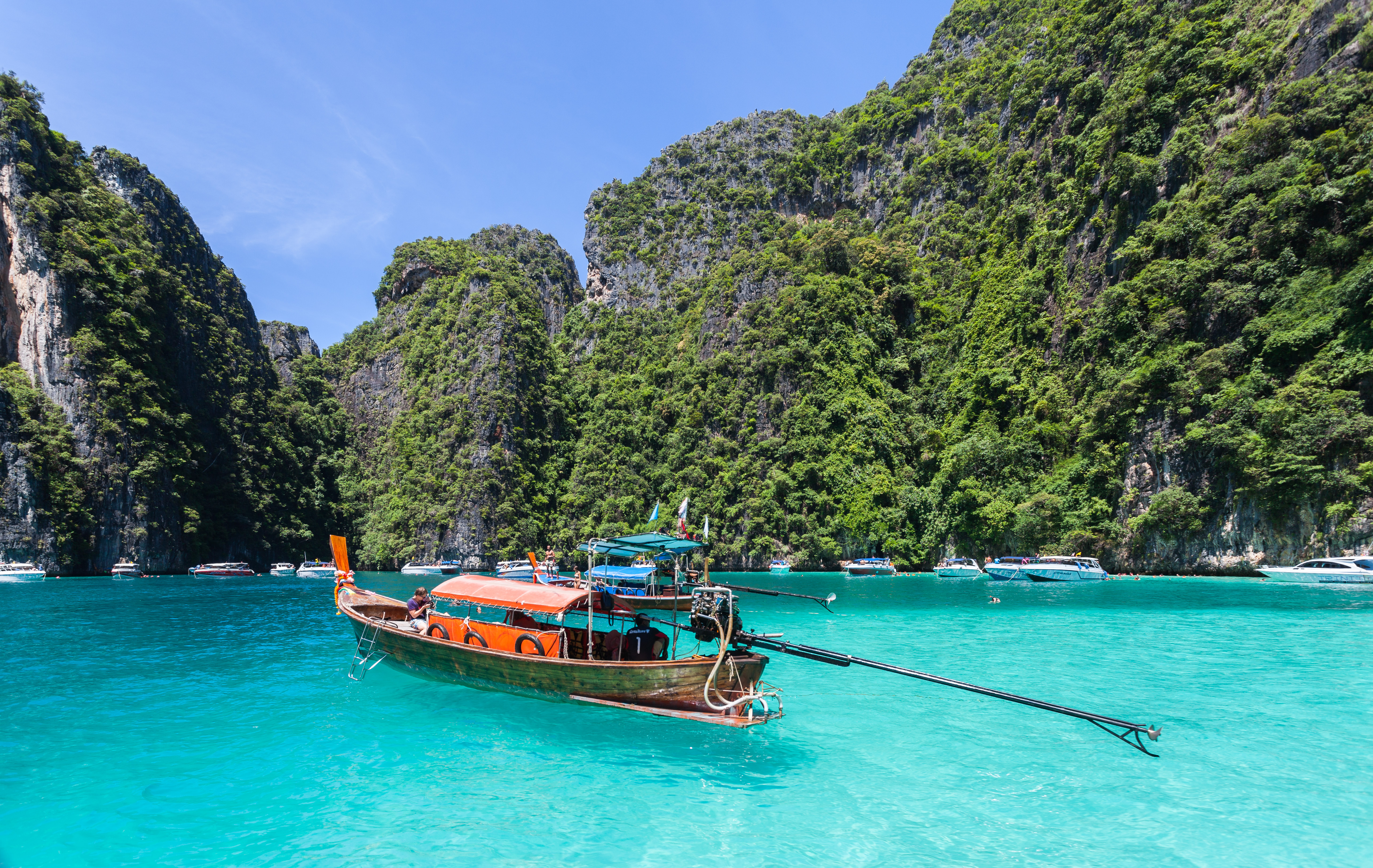
Біля острова Пхі-Пхі-Ле, Таїланд.

Довгохвостий човен (тайс. เรอหางยาว) — тип човна, поширений у Південно-Східній Азії, особливо в Таїланді та Малайзії. Цей вузький човен виготовляється з гладко відполірованого дерева і може досягати в довжину 30 метрів. Свою назву «довгохвостий човен» отримав через своєрідний «хвіст», що знаходиться позаду і має довжину 2-4 метри: саме на його кінці кріпиться гвинт, що обертається потужним двигуном, як правило, від вантажівки або пікапа. Двигун можна повертати на 180°, що надає човну відмінну керованість. Довгохвості човни часто використовуються як своєрідне таксі для перевезення пасажирів-туристів, тому вони як правило обладнані сидячими місцями й навісом від сонця. Багато власників таких човнів ставляться до свого транспорту з трепетом і повагою: прикрашають носову частину свіжими квітами, яскравими стрічками та гірляндами, ставлять там свічки, обкурюють човен ароматичними паличками.
Довгохвості човни дуже шумні й при русі підіймають велику хвилю.
В деяких провінціях Таїланду проводяться гонки на довгохвостих човнах.